# Cangrejeros de Cartagena
Cangrejeros de Bolívar es un club de baloncesto colombiano de la ciudad de Cartagena, capital del departamento de Bolívar. 